# Moson

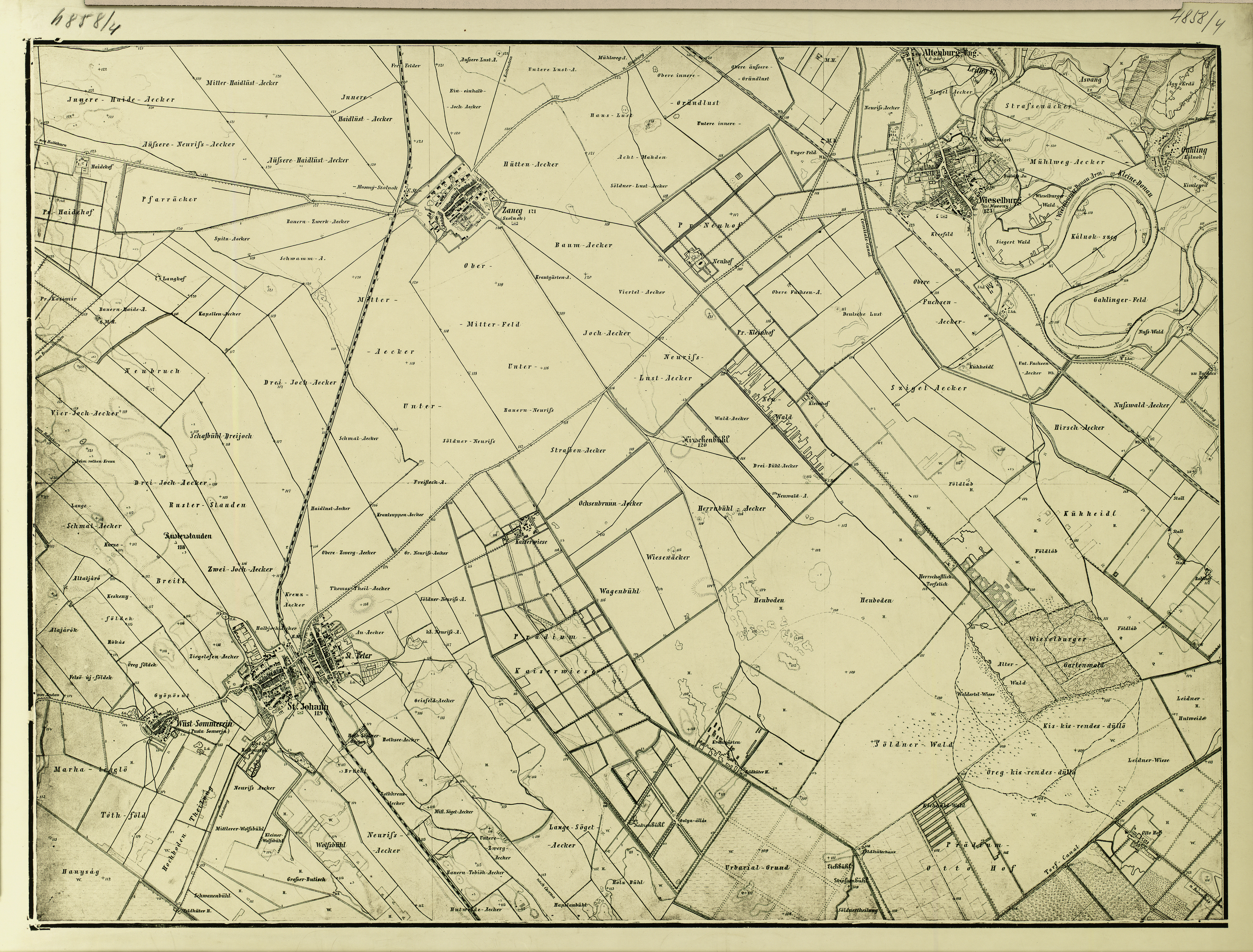
1873-as térképen Moson(y) Wieselburg-ként szerepel a jobb felső részen

Moson (németül: Wieselburg) Mosonmagyaróvár része, 1939-ig önálló község volt Moson, majd Győr, Moson és Pozsony k.e.e. vármegyében, akkor egyesült Magyaróvárral.

## Nevének eredete
Az először 1137-ben Mussun alakban feltűnő Moson településnév legvalószínűbben a ’mohos; lápos, lápnál lévő, mocsári’ jelentésű szláv Mъšьnъ helynév átvétele. Ugyanennek a névnek a semleges, illetve nőnemű formáira mennek vissza a cseh Mešno, Mšeno, lengyel Mszana, ukrán Мшана településnevek. Egy hasonló értelmű óbajor névre visszamenő etimológia kevésbé valószínű, minthogy a német forrásokban más névalak szerepel (l. alább). Az ebben a névkörben szokott magyar névadás, tudniillik az első ispán nevét viseli a település, kizárható, mivel hasonló személynév csak későbbről mutatható ki.
Moson német Wieselburg neve ebben a formában 1407-ből adatolható Wisenpurg formában. Ez a német Wiese ’rét’ szó hatására keletkezett a korábbi M- kezdetű alakokból: 1063 Miesigenburch, 1074 Miesenburc. Ezek forrásaként elsősorban a magyar nevet is adó szláv Mъšьnъ alak átvétele jön szóba a német Burg ’vár’ szóval kiegészülve, vagy annak a felsőnémet Mies ’moha, mocsár, láp’ szóval alkotott fordítása. A német névben megörökített vár a Lajta és a Duna összefolyásánál épült, és határispánsági központként szolgált. 

## Fekvése
Moson a Mosoni-Duna partján állott és áll ma is Mosonmagyaróvár részeként. Az egykori falu a mai város déli részét foglalta el.
Főutcája az 1-es főút, de érinti a 86-os főút is, a Szigetköz településeivel – különös tekintettel a Mosoni-Duna túlpartján fekvő Máriakálnokra – pedig az 1406-os út kapcsolja össze. A mosoni városrész délnyugati szélén húzódik a Budapest–Hegyeshalom–Rajka-vasútvonal és itt található Mosonmagyaróvár vasútállomás is; utóbbi mindkét említett főút felől a 85 304-es számú mellékúton (József Attila utca, Soproni utca, Kossuth Lajos utca) érhető el.

## Története
A település első írásos említése késői (1137: Mussun), de ekkor már városi rangú (civitas). Moson hajdanán ispáni központ volt erős várral, ahol Péter, András és Salamon királyaink is megszálltak. Moson vármegye innen vette a nevét. A vár kiváló fekvésével védte az ország nyugati kapuját, ellenőrizte a Hanság mocsarai közötti egyetlen járható utat, így sem a keresztesek, sem a tatárok nem tudták bevenni. A föld-fa erődítésből kiépült földvár sáncdarabjai a Hansági Múzeumban láthatóak. A vár az idők során elenyészett, s bár a helyi hagyomány szerint II. Ottokár, aki 1271-ben elfoglalta a védők kiéheztetését követően lerombolta, ennek semmiféle régészeti bizonyítéka nincs. Moson az Árpád-házi királyok idejében virágzó kereskedőváros volt. A vár jelentősége a 13. század végére szűnt meg, amikor a közeli (Magyar-)Óvár korszerű kővára vette át a szerepét, de Moson mezőváros volt a későbbi századokban is, bár Magyaróvár jelentőségben meghaladta. A 19. század második felében, a vasút kiépítése nyomán veszítette el jelentőségét, mivel nem lett belőle vasúti csomópont, de népes település volt még ezután is. 1871 után, amikor a mezővárosi rang megszűnt az országban, Moson nagyközséggé alakult és 1886-ig viselte a mezővárosi címet is.
Mosonban egyetlen lényeges ipari létesítmény volt, egy gépgyár (Kühne mezőgazdasági gépgyár), ahol 1926-ban 750 munkás dolgozott. Külön érdekes, hogy a szomszédos Magyaróvár mellett Mosonnak is volt kórháza.
1848. december 18-án itt győzött Görgey Artúr tábornok Jellasics horvát bán ellen.
1939-ben Magyaróvár megyei várossal egyesítették Mosonmagyaróvár néven.

## Lakosságszáma
Lassan növekedett a község lakosságának száma az 1939-es megszüntetéséig.
- 1910-ben 6258,
- 1920-ban 6425 lakosa volt.

## Híres mosoniak

### Itt született
- Flesch Károly világhírű hegedűművész, zenetanár 1873. október 9-én
- Kühne Lóránt gépgyáros 1886. szeptember 29-én

### Itt halt meg
- Kühne Ede gépgyáros, műszaki szakember 1903. december 13-án